# Этносоциология (немецкоязычная)
Этносоциология (нем. Ethnosoziologie) — научное направление в этнологии в немецкоязычных странах, ориентированное на изучение социальной организации, социальных групп, вопросов социализации.

## Предмет и объект исследования этносоциологии
Важнейшими предметами исследования в этносоциологии выступают родственные, экономические и правовые отношения, социальные роли, механизмы социального контроля, общественная, властная и государственная организация. Этносоциология изучает системы родства, формы лояльности и солидарности, распределение власти и механизмы её осуществления, межэтнические отношения, проблемы изменения культуры и влияния западных экономических и социальных инноваций на традиционное общество, адаптацию переселенцев в инокультурной среде и проч.

## Основатели этносоциологии
Основателем этносоциологии считают Рихарда Турнвальда, который родился в Вене (Австрия), но большая часть его научной карьеры состоялась в Германии. Уже в начале 1920-х годов в работах Турнвальда сформировалось новое видение задач, стоящих перед этнологией, представление о методологии и методах исследования. Систематически теоретические принципы Турнвальда изложены в 5-томном труде «Человеческое общество в его этносоциологических основах» (1931—1935).
Идеи Рихарда Турнвальда нашли своё продолжение в трудах его ближайшего ученика Вильгельма Мюльмана, а также Альфреда Фиркандта, которого также некоторые причисляют к числу отцов-основателей этносоциологии.

## Обществоведческий концептуальный контекст возникновения этносоциологии
Сам придуманный Р. Турнвальдом термин «этносоциология» отражает стремление ученого синтезировать предмет, объект и методы этнологии и социологии.
Долгое время этнология и социология развивались самостоятельно, что обусловлено, главным образом, причинами исторического и институционального характера. Социология, изначально кабинетная наука, на ранних этапах своего развития концентрировалась на изучении индустриального общества в наиболее экономически развитых странах. Предметом же преимущественно полевой, с сильным акцентом на эмпиризм этнологии было изучение первобытных народов, доиндустриальных форм человеческой организации. Традиционными районами полевых исследований для немецкоязычных этнологов были регионы Африки южнее Сахары и острова Океании. Культура сельского населения Европы традиционно изучалась в рамках научного направления нем. Volkskunde (этнография, фольклористика и т. п.), которая до середины 1920-х годов редко соприкасалась с этнологией.
Во второй декаде XX века ситуация в мире и общественных науках стала резко меняться. Развитие транспорта, международной торговли, расширение колониальной политики, трансферта технологий в экономически отсталые регионы привело к существенному уменьшению числа народов и племен, культура которых оставалась незатронутой воздействием индустриальной цивилизации. Традиционные элементы культуры среди населения развитых стран из-за развития промышленности и урбанизации стали активно вытесняться и исчезать. Массовое привлечение иностранной рабочей силы в европейских странах после Второй мировой войны из регионов «Третьего мира» обострило проблемы этничности в экономически развитых странах Запада. Общество утратило культурную гомогенность, а обострившиеся на этой почве противоречия и конфликты стали настоящим вызовом стабильности национального государства.
Методологическую революцию в общественных науках подготавливало и внутреннее развитие этих наук. Методы, ранее считавшиеся уделом этнологии, стали проникать в социологию, сделав её более гуманистичной и более практически полезной. С другой стороны, для изучения социальной организации неевропейских народов к социологическим методам стали прибегать этнологи. Это придало этнологии большую строгость, научность, уменьшило субъективность результатов и позволило привлечь для исследований более обширный эмпирический материал.

## Ethnosoziologie vs. Social Anthropology
В своих теоретических основах немецкая этносоциология имеет много общего с британской школой социальной антропологии. Обмен идеями имел, однако, в основном односторонний характер. В то время как в Германии и Австрии очень хорошо знакомы с работами британских коллег, а Великобритании, да и, впрочем, в научном сообществе этнологов в целом об этносоциологии известно немного. Причинами этому является, прежде всего, доминирование в мировой науке английского языка и, напротив, ограниченное знание немецкого. Кроме того, имидж немецкой этнологии был серьёзно подпорчен сотрудничеством отдельных её представителей с фашистскими властями. Нацистский режим в Германии в 1930—1940-х годах нанес общественным наукам непоправимый урон. Многие научные школы были разрушены, тысячи ученых были вынуждены эмигрировать или свернуть исследовательскую деятельность.
Несмотря на близость в принципах и подходах с британской социальной антропологией, у немецкой этносоциологии есть свои особенности. Во-первых, она гораздо больше ориентирована на изучение процессов, нежели структур. В отличие от Бронислава Малиновского, Рихард Турнвальд не имел предубеждения против возможной диффузии культурных элементов. Гораздо чаще в этносоциологии обращались к исторической реконструкции. В этом и многом другом отразилась немецкая национальная традиция, от которой отталкивался Турнвальд и его последователи. Особенно это проявилось в выраженном позитивистском характере многих исследований. Центральной в этносоциологии стала концепция социального отбора Турнвальда, восходящая своими корнями к социальной биологии. Вершиной развития эволюционизма и позитивизма стало создание Вильгельмом Мюльманом примордиалистской концепции этноса в духе русского ученого Сергея Широкогорова. Под сильным влиянием позитивизма на ранних этапах своей научной деятельности находился один из отцов-основателей этносоциологии Альфред Фиркандт, который после Первой мировой войны увлекся феноменологическим методом немецкого философа Эдмунда Гуссерля.

## Основные принципы этносоциологии
Концептуальные основы этносоциологии выражены в работах её основателя Рихарда Турнвальда в форме отречения от традиций, доминировавших в немецкой этнографии в начале XX века. Прежде всего, Турнвальд провозгласил отказ от идей культурно-исторической школы и её учения о «культурных кругах» и развитию культур через заимствования. Ученый подчеркивал творческое начало культуры, способность к саморазвитию и необходимость внутреннего самостоятельного развития для усвоения новых элементов и технологий. Турнвальд отрекся от представления о всеобщем однонаправленном развитии. Он утверждает, что эволюция имеет много направлений, что развитие может носить как поступательный, так и попятный характер.
Турнвальд расширил предмет этнологии, включив в него хозяйство, технологическое развитие, мораль, право и властные отношения. Нововведением для немецкой этнологии также стал отказ Турнвальда от кабинетной науки в пользу полевых методов исследований.

## Институциональная этносоциология
До окончания Второй мировой войны этносоциология не имела специфического институционального оформления, но существовала только в форме идей и научных исследований. Только в конце 1940-х годов Рихардом Турнвальдом на своей квартире был создан Институт этнологии, который в 1951 г. вошел в состав Свободного университета Берлина. Институциональным утверждением этносоциологии активно и небезуспешно занимался ближайший ученик Турнвальда de:Wilhelm Emil Mühlmann Вильгельм Мюльман, который в 1957 году стал ординарным профессором этнологии и социологии и директором Института этнологии университета Майнца. В 1960 г. Мюльман основал Институт социологии и этнологии в Гейдельбергском университете]. Кроме Мюльмана, последователями этносоциологии Турнвальда стали такие известные немецкоязычные ученые, как Зигрид Вестфаль-Хельбуш, de:Günter Wagner Гюнтер Вагнер , Эберхард Вольфрам, Рене Кёниг]. Плеяду блестящих последователей оставил сам Вильгельм Мюльман: Лоренц Лёффлер, Эрнст Мюллер, de:Wolfgang Rudolph (Ethnologe) Вольфганг Рудольф , Эрхард Шлезиер, Карл Шмитц] и др. Среди наиболее известных этносоциологов современности особо хочется отметить Ганса Фишера, Георга Элверта (Германия) и Юстина Штагля (Австрия). Сегодня курсы по этносоциологии продолжают преподаваться во многих университетах Германии и Австрии, хотя научные школы в значительной мере перестали структурировать организацию общественных наук.